# فرانكي فريش
فرانكي فريش (بالإنجليزية: Frankie Frisch) هو لاعب كرة قاعدة أمريكي، ولد في 9 سبتمبر 1898 في ذا برونكس في الولايات المتحدة، وتوفي في 12 مارس 1973 في ويلمنغتون في الولايات المتحدة بسبب حادث مرور.<ref>some sources indicate 1897 as his year of birth

## وصلات خارجية
- فرانكي فريش على موقعبيزبول رفرنس.كوم (الدوري الرئيسي) (الإنجليزية)
- فرانكي فريش على موقع مشجعي الرسوم البيانية (الإنجليزية)
- فرانكي فريش على موقع قاعة مشاهير كرة القاعدة (الإنجليزية)
- فرانكي فريش على موقع الموسوعة البريطانية (الإنجليزية)
- فرانكي فريش على موقع إن إن دي بي (الإنجليزية)
- فرانكي فريش على موقع ديسكوغز (الإنجليزية)